# Martin Seidel
Martin Seidelius (Ohlau, c. 1545; fl. 1610-1620) fue un unitario polaco. Maestro de latín en la Universidad de Heidelberg, fue un pensador religioso independiente y a menudo amenazado. Se mostró escéptico respecto a muchos de los contenidos presentes en los Evangelios, postulando su carácter ficticio.
Martin Seidel emigró desde Ohlau en Silesia a Heidelberg, en cuya universidad se matriculó el 4 de mayo de 1564. A finales de 1565 fue elegido preceptor de la sexta clase del Paedagogium. En 1567 confesó al rector que «había un punto en la doctrina [cristiana] que no podía adoptar», y en octubre del año siguiente el consejo eclesiástico solicitó su destitución por profesar creencias "arrianas" y negar la autoridad del Nuevo Testamento; el rector ordenó una investigación, aunque cuatro años más tarde Seidel continuaba como preceptor.
El 6 de abril de 1573, poco después de la decapitación de Johann Sylvan a consecuencia del escándalo de los antitrinitarios en dicha ciudad del Palatinado, marchó a Estrasburgo. Seidel manifestó su intención de no volver a Heidelberg y mandó un escrito al profesorado de su antigua universidad que fue destruido, dado su contenido polémico (considerado un "escrito blasfemo") precursor del posterior Origo.
Más tarde se refugió en Polonia, asociado con los sabatarios sículos, que pertenecían al movimiento unitario de Transilvania y a quienes Socino caracterizó como "semijudaizantes". Rechazó la doctrina mesiánica expresada en el Nuevo Testamento. En 1611 publicó Miscellanea; hoc est, Scripta theologica seu tractatus breves de vidersis junto a Jan Niemojewski.
En 1618 anotó el debate entre Fausto Socino (con quien el propio Seidel mantuvo una relación epistolar) y Christian Francken acerca de la adoración de Cristo, Disputatio de adoratione Christi, habita inter F. Socinum & C. Francken.
Su Origo et fundamenta religionis christianae (posterior a 1580) refleja una postura deísta; por este motivo se ha calificado a su autor como «el caso deísta más temprano». Este tratado ha sido encuadrado dentro de las tendencias teológicas radicales, particularmente las antitrinitarias. Se basa en la exégesis bíblica y, según Francisco Socas, «destruye los cimientos del cristianismo» y «establece los cimientos de la religión natural». El testimonio más antiguo conservado de dicha obra proviene de la refutación que, en 1619, realizó el teólogo de Wittenberg Jacob Martini en su Liber tertius de tribus Elohim donde extracta múltiples pasajes de la misma. Las copias manuscritas más antiguas del Origo datan del siglo XVIII, época en que alcanzó cierta difusión como tratado filosófico clandestino.